# 淚水塔

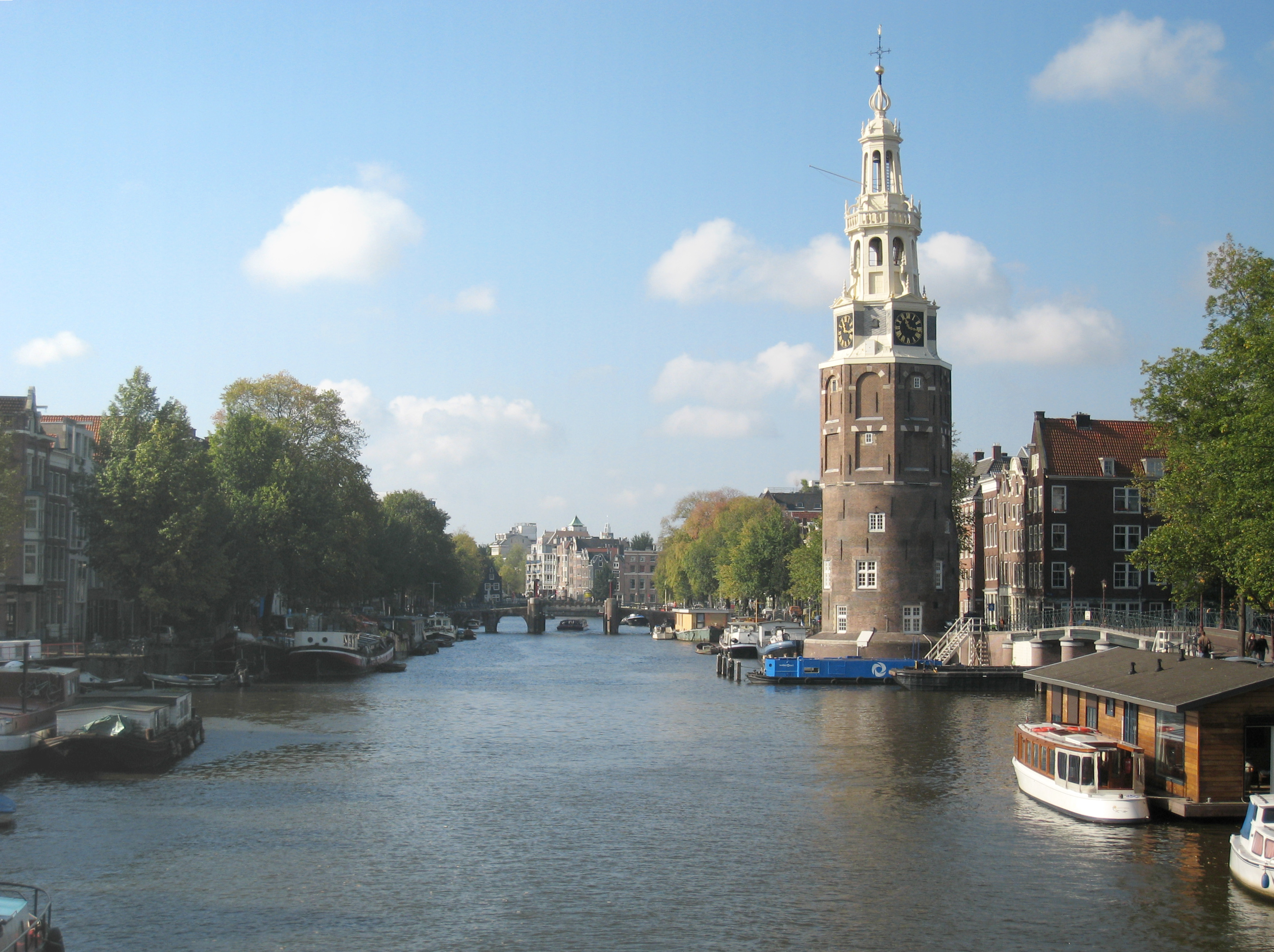
淚水塔

淚水塔（Montelbaanstoren）是荷蘭首都阿姆斯特丹的一座建築，位於舊運河的河畔。

## 历史
淚水塔始建於1516年，最初是阿姆斯特丹城牆的一部分，用來保護城市和港口。1606年，淚水塔上半部分進行了擴建，形成了現在高48米的塔。
 维基共享资源上的相關多媒體資源：淚水塔
52°22′19″N 4°54′20″E / 52.37194°N 4.90556°E